# Record du monde du lancer du marteau
Pour un article plus général, voir Records du monde d'athlétisme.
Les records du monde du lancer du marteau sont actuellement détenus par l'Ukrainien Youri Sedykh, auteur de 86,74 m le 30 août 1986 à Stuttgart en Allemagne, et par la Polonaise Anita Włodarczyk, créditée de 82,98 m le 28 août 2016, à Varsovie, en Pologne.
Le premier record du monde du lancer du marteau homologué par World Athletics est celui de l'Américain Patrick Ryan qui atteint la marque de 57,77 m en 1913. Le Hongrois József Csermák est le premier athlète à lancer le marteau à plus de 60 mètres (1952), l'Américain Harold Connolly à plus de 70 mètres (1960), et le Russe Boris Zaychuk à plus de 80 mètres (1978).
Le premier record mondial féminin est établi en 1994 par la Russe Olga Kuzenkova avec 66,84 m.

## Record du monde masculin

### Premiers records

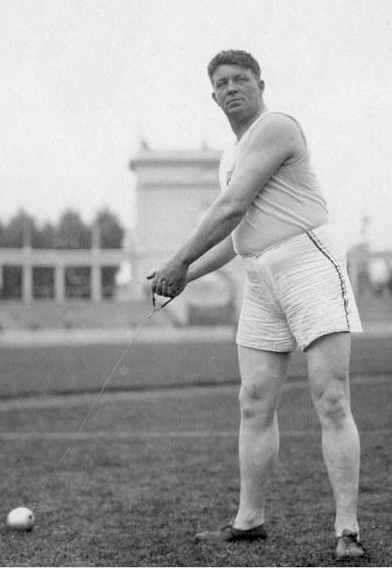
Patrick Ryan, premier détenteur du record du monde du lancer du marteau.

Le premier record du monde masculin du lancer du marteau homologué par l'IAAF est celui de l'Américain Patrick Ryan qui atteint la marque de 57,77 m le 17 août 1913 à New York. Ce record n'est amélioré que vingt-ans plus tard par l'Allemand Erwin Blask, auteur d'un lancer à 59,00 m le 27 août 1938 à Stockholm. 
À la fin des années 1940, le Hongrois Imre Németh, qui sera champion olympique en 1956, améliore à trois reprises le record du monde en réalisant successivement 59,02 m le 14 juillet 1948 à Tata, 59,57 m le 4 septembre 1949 à Katowice, et enfin 59,88 m le 19 mai 1950 à Budapest. Le 24 juillet 1952, son compatriote József Csermák devient le premier athlète à dépasser la limite des soixante mètres en établissant la marque de 60,34 m à l'occasion de sa victoire aux Jeux olympiques de 1952, à Helsinki. Moins de deux mois plus tard, le 14 septembre 1952, le Norvégien Sverre Strandli améliore de 91 cm le record de Csermák en effectuant un lancer à 61,25 m à Oslo, performance qu'il améliore de plus d'un mètre le 5 septembre 1953, toujours à Oslo, avec 62,36 m.

### Barrière des 70 mètres

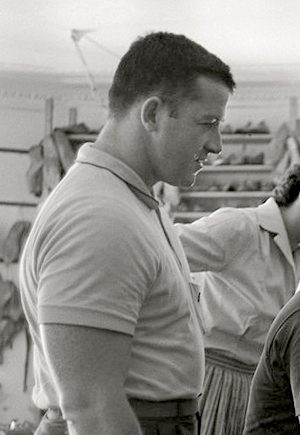
Harold Connolly, premier lanceur de marteau au-delà des 70 m.

De 1954 à 1956, le Soviétique Mikhaïl Krivonossov établit six records du monde du lancer du marteau. Le 29 août 1954, lors des championnats d'Europe de Berne qu'il remporte, il améliore de 98 cm le record mondial de Sverre Strandli en le portant à 63,34 m. Dépossédé de ce record par l'autre soviétique Stanislav Nenashev (64,05 m le 12 décembre 1954 à Bakou), Krivonossov reprend son bien en établissant cinq records du monde consécutifs : 64,33 m le 4 août 1955 à Varsovie, 64,52 m le 19 septembre 1955 à Belgrade, 65,85 m le 25 avril 1956 à Naltchik, 66,38 m le 8 juillet 1956 à Minsk et enfin 67,32 m le 22 octobre 1956 à Tachkent. L'Américain Harold Connolly, qui a remporté le titre des Jeux olympiques de 1956 devant Krivonossov, établit à son tour six records du monde consécutifs : 68,54 m le 2 novembre 1956 à Los Angeles, 68,68 m le 20 juin 1958 à Bakersfield, 70,33 m le 12 août 1960 à Walnut, devenant à cette occasion le premier lanceur de marteau à plus de 70 mètres, 70,67 m le 21 juillet 1962 à Palo Alto, 71,01 m le 29 mai 1965 à Ceres, et enfin 71,26 m le 20 juin 1965 à Walnut. 
Le Hongrois Gyula Zsivótzky met un terme à la série de Harold Connolly en améliorant de plus de deux mètres son record du monde avec un lancer à 73,74 m qu'il effectue le 4 septembre 1965 à Debrecen. Il porte ensuite ce record à 73,76 m le 14 septembre 1968 à Budapest peu avant son titre olympique à Mexico. Le 15 juin 1969, le Soviétique Romuald Klim, champion olympique en 1964, ajoute 76 cm à la mesure de Zsivótzky en établissant la marque de 74,52 m à Budapest, record qu'améliore à deux reprises son compatriote Anatoliy Bondarchuk, une première fois en 74,68 m le 20 septembre 1969 en finale des championnats d'Europe d'Athènes, et une seconde fois en 75,48 m le 12 octobre 1969 à Rivne.
Le 4 septembre 1971, à Lahr/Schwarzwald, l'Allemand Walter Schmidt améliore de près d'un mètre le record du monde d'Anatoliy Bondarchuk en le portant à 76,40 m, performance améliorée trois ans plus tard, le 4 juillet 1974 à Erfurt par l'Est-allemand Reinhard Theimer avec 76,60 m, puis par le Soviétique Aleksey Spiridonov le 11 septembre 1974 à Munich avec 76,66 m. Le 19 mai 1975, à Rehlingen, l'Allemand Karl-Hans Riehm bat par trois fois le record mondial lors de la même compétition, avec 76,70 m, 77,56 m et 78,50 m. Ses six jets effectués sont par ailleurs tous supérieurs au précédent record de Spiridonov. Mais trois mois plus tard, Walter Schmidt reprend son bien en atteignant la marque de 79,30 m le 14 août 1975 à Francfort.

### Au-delà des quatre-vingt mètres

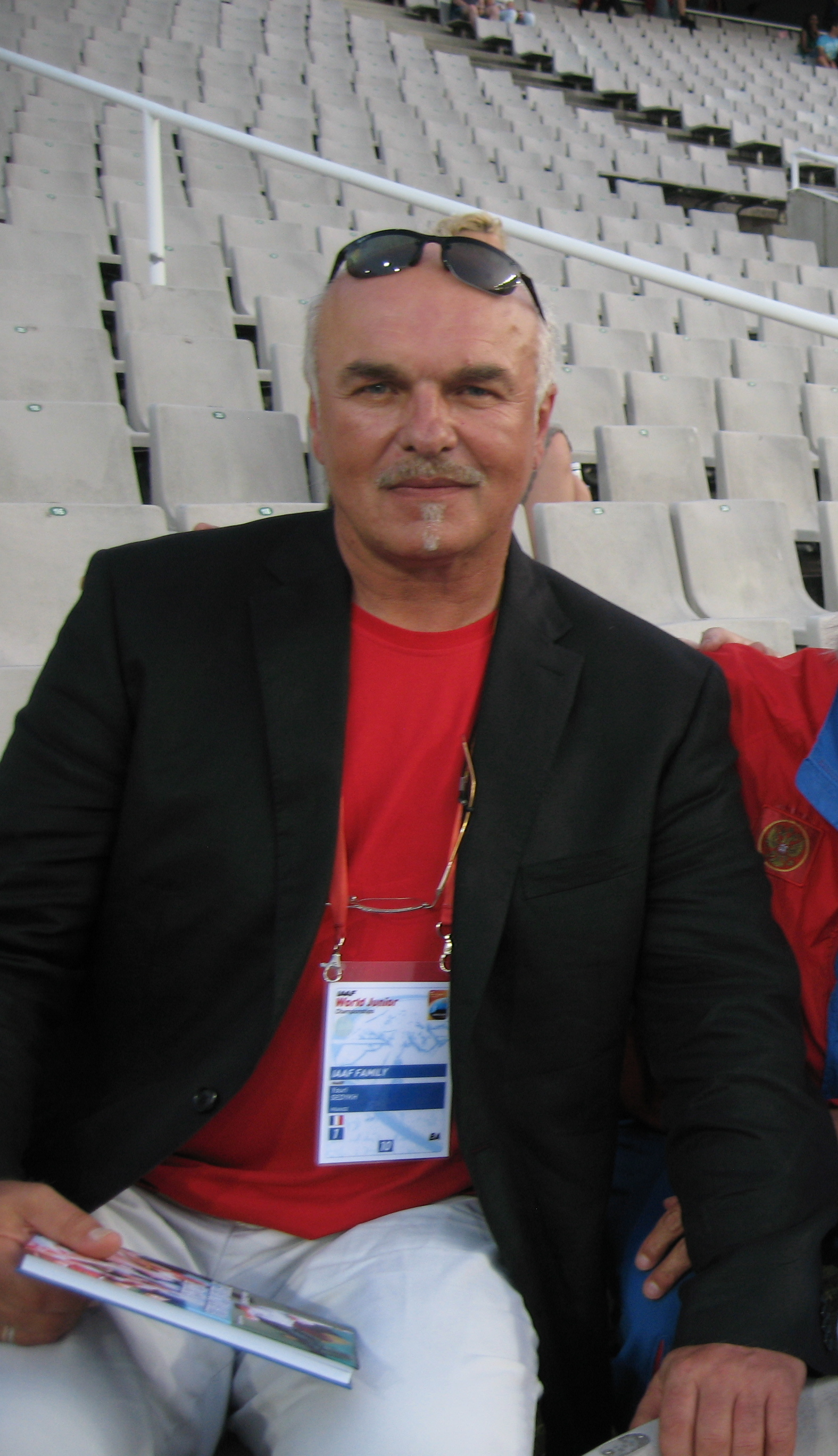
Youri Sedykh est l'actuel détenteur du record du monde du lancer du marteau.

Le 9 juillet 1978, le Soviétique Boris Zaychuk devient le premier athlète à dépasser la ligne de quatre-vingt mètres en réalisant 80,14 m à Moscou, améliorant de 84 cm le record du monde de Schmidt. Moins d'un mois plus tard, le 6 août 1978 à Heidenheim an der Brenz, ce record est porté à 80,32 m par Karl-Hans Riehm qui l'améliore pour la quatrième fois de sa carrière. 
En 1980, le record du monde est battu à cinq reprises, dont trois fois lors du même concours, le 16 mai à Leselidze où le Soviétique Youri Sedykh réalise 80,38 m, son compatriote Jüri Tamm 80,46 m, et Sedykh de nouveau 80,64 m. Moins d'une semaine plus tard, le 24 mai à Sotchi, l'autre Soviétique Sergey Litvinov améliore de plus d'un mètre cette marque en fixant le record mondial à 81,66 m. 
Youri Sedykh, qui totalisera tout au long de sa carrière deux titres olympiques, un titre de champion du monde et trois titres de champion d'Europe, s'empare de nouveau du record du monde le 31 juillet 1980 avec un lancer à 81,80 m. 
Le 4 juin 1982, à Moscou au cours des championnats de l'Armée d'URSS, Sergey Litvinov reprend le record du monde en améliorant de plus de deux mètres la performance de Sedykh avec 83,98 m, avant de fixer ce record à 84,14 m le 21 juin 1983, toujours à Moscou, lors des Spartakiades. Entre-temps, l'IAAF décide de modifier les caractéristiques du marteau qui risque de devenir dangereux dans des stades exigus. Ainsi, le diamètre de la tête de l'engin est porté de 102 à 110 mm. 
Youri Sedykh établit un nouveau record mondial le 3 juillet 1984 à Cork, avec un lancer à 86,34 m, améliorant de plus de deux mètres l'ancienne meilleure marque mondiale de Litvinov, puis porte le record mondial à 86,66 m le 22 juin 1986 à Tallinn. Le 30 août 1986, en finale des championnats d'Europe, à Stuttgart, Sedykh établit le sixième record du monde de sa carrière en atteignant la marque de 86,74 m à son quatrième essai.

### Progression du record du monde
45 records du monde masculins du lancer du marteau ont été homologués par l'IAAF.
| Marque  | Athlète             | Lieu             | Date              |
| ------- | ------------------- | ---------------- | ----------------- |
| 57,77 m | Patrick Ryan        | New York         | 17 août 1913      |
| 59,00 m | Erwin Blask         | Stockholm        | 27 août 1938      |
| 59,02 m | Imre Németh         | Tata             | 14 juillet 1948   |
| 59,57 m | Imre Németh         | Katowice         | 4 septembre 1949  |
| 59,88 m | Imre Németh         | Budapest         | 19 mai 1950       |
| 60,34 m | József Csermák      | Helsinki         | 24 juillet 1952   |
| 61,25 m | Sverre Strandli     | Oslo             | 14 septembre 1952 |
| 62,36 m | Sverre Strandli     | Oslo             | 5 septembre 1953  |
| 63,34 m | Mikhaïl Krivonossov | Berne            | 29 août 1954      |
| 64,05 m | Stanislav Nenashev  | Bakou            | 12 décembre 1954  |
| 64,33 m | Mikhaïl Krivonossov | Varsovie         | 4 août 1955       |
| 64,52 m | Mikhaïl Krivonossov | Belgrade         | 19 septembre 1955 |
| 65,85 m | Mikhaïl Krivonossov | Naltchik         | 25 avril 1956     |
| 66,38 m | Mikhaïl Krivonossov | Minsk            | 8 juillet 1956    |
| 67,32 m | Mikhaïl Krivonossov | Tachkent         | 22 octobre 1956   |
| 68,54 m | Hal Connolly        | Los Angeles      | 2 novembre 1956   |
| 68,68 m | Hal Connolly        | Bakersfield      | 20 juin 1958      |
| 70,33 m | Hal Connolly        | Walnut           | 12 août 1960      |
| 70,67 m | Hal Connolly        | Palo Alto        | 21 juillet 1962   |
| 71,06 m | Hal Connolly        | Ceres            | 29 mai 1965       |
| 71,26 m | Hal Connolly        | Walnut           | 20 juin 1965      |
| 73,74 m | Gyula Zsivótzky     | Debrecen         | 4 septembre 1965  |
| 73,76 m | Gyula Zsivótzky     | Budapest         | 14 septembre 1968 |
| 74,52 m | Romuald Klim        | Budapest         | 15 juin 1969      |
| 74,68 m | Anatoliy Bondarchuk | Le Pirée         | 20 septembre 1969 |
| 75,48 m | Anatoliy Bondarchuk | Rivne            | 12 octobre 1969   |
| 76,40 m | Walter Schmidt      | Lahr/Schwarzwald | 4 septembre 1971  |
| 76,60 m | Reinhard Theimer    | Erfurt           | 4 juillet 1974    |
| 76,66 m | Aleksey Spiridonov  | Munich           | 11 septembre 1974 |
| 76,70 m | Karl-Hans Riehm     | Rehlingen        | 19 mai 1975       |
| 77,76 m | Karl-Hans Riehm     | Rehlingen        | 19 mai 1975       |
| 78,50 m | Karl-Hans Riehm     | Rehlingen        | 19 mai 1975       |
| 79,30 m | Walter Schmidt      | Francfort        | 14 août 1975      |
| 80,14 m | Boris Zaychuk       | Moscou           | 9 juillet 1978    |
| 80,32 m | Karl-Hans Riehm     | Heidenheim       | 6 août 1978       |
| 80,38 m | Youri Sedykh        | Leselidze        | 16 mai 1980       |
| 80,46 m | Jüri Tamm           | Leselidze        | 16 mai 1980       |
| 80,64 m | Youri Sedykh        | Leselidze        | 16 mai 1980       |
| 81,66 m | Sergey Litvinov     | Sotchi           | 24 mai 1980       |
| 81,80 m | Youri Sedykh        | Moscou           | 31 juillet 1980   |
| 83,98 m | Sergey Litvinov     | Moscou           | 4 juin 1982       |
| 84,14 m | Sergey Litvinov     | Moscou           | 21 juin 1983      |
| 86,34 m | Youri Sedykh        | Cork             | 3 juillet 1984    |
| 86,66 m | Youri Sedykh        | Tallinn          | 22 juin 1986      |
| 86,74 m | Youri Sedykh        | Stuttgart        | 30 août 1986      |

## Record du monde féminin
Le record du monde féminin du lancer du marteau n'est homologué par l'IAAF que depuis 1994. L'épreuve se déroule pour la première fois aux Jeux olympiques d'été de 2000 à Sydney, après avoir été introduit un an plus tôt aux championnats du monde d'athlétisme 1999.

### De Kuzenkova à Lysenko

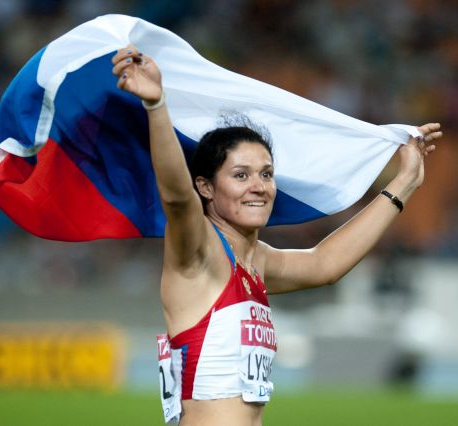
Tatyana Lysenko.

Le premier record du monde féminin homologué par l'IAAF est celui de la Russe Olga Kuzenkova qui réalise un lancer à 66,84 m le 23 février 1994 à Adler. Ce record est battu un an plus tard par la Roumaine Mihaela Melinte avec la marque de 66,86 m, établie le 4 mars 1995 à Bucarest. Kuzenkova, médaillée d'or des Championnats d'Europe de 2002 et des Jeux olympiques de 2004, améliore à trois reprises le record du monde de Melinte durant la saison 1995, avec 67,00 m le 24 mai, puis 68,14 m et 68,16 m le 5 juin, ces trois records étant établis à Moscou.
Mihaela Melinte, championne d'Europe en 1998 et championne du monde en 1999, améliore le record du monde de Kuzenkova le 12 mai 1996 à Cluj avec 69,42 m, puis le 8 mars 1997 à Bucarest avec 69,58 m. Le 22 juin 1997, à Munich, Olga Kuzenkova devient la première athlète à effectuer un lancer de marteau au-delà des soixante-dix mètres en réalisant 71,22 m, puis porte le record du monde à 73,10 m lors de cette même compétition. En 1998 et 1999, la Roumaine établit cinq records du monde consécutifs : 73,14 m le 16 juillet 1998 à Poiana Brașov, 75,29 m puis 75,97 m le 13 mai 1999 à Clermont-Ferrand, et 76,05 m puis 76,07 m le 29 août 1999 à Rüdlingen.
Le 15 juillet 2005 à Moscou, la Russe Tatyana Lysenko améliore de près d'un mètre le record du monde de Mihaela Melinte en effectuant un lancer à 77,06 m, mais perd ce record au profit de sa compatriote Gulfiya Khanafeyeva, créditée de 77,26 m le 12 juin 2006 à Toula. Tatyana Lysenko reprend son bien douze jours plus tard, le 24 juin 2006, à Joukovski avec 77,41 m, performance qu'elle améliore encore le 15 août 2006 à Tallinn avec 77,80 m.

### Anita Włodarczyk depuis 2014

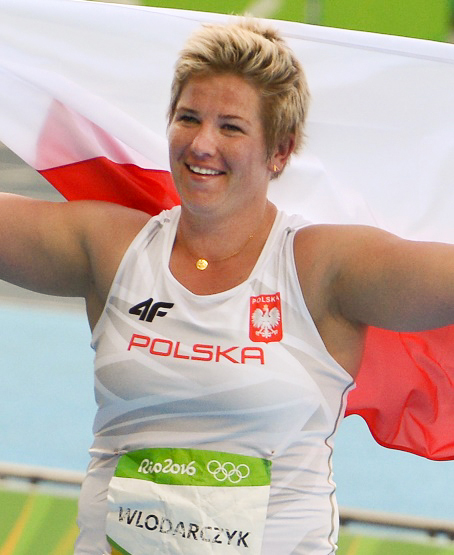
Anita Włodarczyk après son sixième record du monde réalisé en finale des Jeux olympiques de 2016.

Le 22 août 2009, la Polonaise Anita Włodarczyk remporte les championnats du monde, à Berlin, et améliore de seize centimètres le record du monde de Tatyana Lysenko avec un lancer à 77,96 m, avant de le porter à 78,30 m le 6 juin 2010, à Bydgoszcz. L'année suivante, le 21 mai 2011 à Halle, l'Allemande Betty Heidler devient la nouvelle détentrice du record mondial en atteignant la marque de 79,42 m dans un concours où elle réalise ses six lancers au-delà de la limite des 75 mètres.
Anita Włodarczyk reprend le record du monde de Betty Heidler en établissant la marque de 79,58 m le 31 août 2014 à Berlin, puis 79,83 m le 27 juin 2015 à Wrocław. Le 1er août 2015, à Władysławowo lors du Mémorial Kamila Skolimowska, elle devient la première athlète féminine à effectuer un lancer au-delà des 80 mètres, en fixant le record mondial à 81,08 m, et ce à sa deuxième tentative. Le 15 août 2016, en finale des Jeux olympiques, la Polonaise établit un quatrième record du monde consécutif, le sixième de sa carrière, en s'imposant avec un lancer à 82,29 m. Elle assure à cette occasion pouvoir « garder le record du monde pendant vingt ans ». 
Le 28 août 2016, à Varsovie, elle établit le septième record du monde de sa carrière en atteignant la marque de 82,98 m, dans un concours où elle effectue quatre de ses six lancers au-delà des 80 mètres.

### Progression du record du monde
25 records du monde féminins ont été homologués par l'IAAF.
| Marque  | Athlète             | Lieu             | Date            |
| ------- | ------------------- | ---------------- | --------------- |
| 66,84 m | Olga Kuzenkova      | Adler            | 23 février 1994 |
| 66,86 m | Mihaela Melinte     | Bucarest         | 4 mars 1995     |
| 67,08 m | Olga Kuzenkova      | Moscou           | 24 mai 1995     |
| 68,14 m | Olga Kuzenkova      | Moscou           | 5 juin 1995     |
| 68,16 m | Olga Kuzenkova      | Moscou           | 18 juin 1995    |
| 69,42 m | Mihaela Melinte     | Cluj-Napoca      | 12 mai 1996     |
| 69,58 m | Mihaela Melinte     | Bucarest         | 8 mars 1997     |
| 71,22 m | Olga Kuzenkova      | Munich           | 22 juin 1997    |
| 73,10 m | Olga Kuzenkova      | Munich           | 22 juin 1997    |
| 73,14 m | Mihaela Melinte     | Poiana Brașov    | 16 juillet 1998 |
| 75,29 m | Mihaela Melinte     | Clermont-Ferrand | 13 mai 1999     |
| 75,97 m | Mihaela Melinte     | Clermont-Ferrand | 13 mai 1999     |
| 76,05 m | Mihaela Melinte     | Rüdlingen        | 29 août 1999    |
| 76,07 m | Mihaela Melinte     | Rüdlingen        | 29 août 1999    |
| 77,06 m | Tatyana Lysenko     | Moscou           | 15 juillet 2005 |
| 77,26 m | Gulfiya Khanafeyeva | Toula            | 12 juin 2006    |
| 77,41 m | Tatyana Lysenko     | Joukovski        | 24 juin 2006    |
| 77,80 m | Tatyana Lysenko     | Tallinn          | 15 août 2006    |
| 77,96 m | Anita Włodarczyk    | Berlin           | 22 août 2009    |
| 78,30 m | Anita Włodarczyk    | Bydgoszcz        | 6 juin 2010     |
| 79,42 m | Betty Heidler       | Halle            | 21 mai 2011     |
| 79,58 m | Anita Włodarczyk    | Berlin           | 31 août 2014    |
| 81,08 m | Anita Wlodarczyk    | Wladyslawowo     | 1er août 2015   |
| 82,29 m | Anita Włodarczyk    | Rio de Janeiro   | 15 août 2016    |
| 82,98 m | Anita Włodarczyk    | Varsovie         | 28 août 2016    |

## Autres catégories d'âge
Le record du monde junior masculin du lancer du marteau (d'un poids de 6 kg au lieu de 7,260 kg) est actuellement détenu par le Qatarien Ashraf Amgad el-Seify avec 85,57 m, établi le 14 juillet 2012 à Barcelone. La Chinoise Zhang Wenxiu est détentrice du record du monde junior féminin en réalisant 73,24 m le 24 juin 2005 à Changsha.
Les meilleures performances mondiales cadets sont la propriété de l'Ukrainien Mykhaylo Kokhan (87,82 m le 7 juillet 2018 à Györ avec un engin de 5 kg) et de la hongroise Réka Gyurátz (76,04 m le 23 juin 2013 à Zalaegerszeg avec un marteau de 3 kg).
| Record                                                 | Athlète               | Marque  | Date            | Lieu      |
| ------------------------------------------------------ | --------------------- | ------- | --------------- | --------- |
| Record du monde junior (marteau de 6 kg)               | Ashraf Amgad el-Seify | 85,57 m | 14 juillet 2012 | Barcelone |
| Meilleure performance mondiale cadet (marteau de 5 kg) | Mykhaylo Kokhan       | 87,82 m | 7 juillet 2018  | Györ      |

| Record                                                 | Athlète      | marque  | Date         | Lieu         |
| ------------------------------------------------------ | ------------ | ------- | ------------ | ------------ |
| Record du monde junior                                 | Zhang Wenxiu | 73,24 m | 24 juin 2005 | Changsha     |
| Meilleure performance mondiale cadet (marteau de 3 kg) | Réka Gyurátz | 76,04 m | 23 juin 2013 | Zalaegerszeg |